# Список фентезійних фільмів, знятих до 1930 року
Це перелік фентезійних фільмів, знятих до 1930 року.

## Список
| Рік  | Назва                           | Оригінальна назва                | Режисер                                                  | Країна          | Нотатки | Прим. |
| ---- | ------------------------------- | -------------------------------- | -------------------------------------------------------- | --------------- | ------- | ----- |
| 1899 | «Попелюшка»                     | фр. Cendrillon                   | Жорж Мельєс                                              | Франція         |         | [ 1 ] |
| 1903 | Пекельний казан                 | Le Chaudron infernal             | Жорж Мельєс                                              | Франція         |         |       |
| 1904 | Неможлива подорож               | Le Voyage à travers l'impossible | Жорж Мельєс                                              | Франція         |         |       |
| 1910 | Дивовижний чарівник країни Оз   | The Wonderful Wizard of Oz       | Отіс Тернер                                              | США             |         |       |
| 1911 | Пекло                           | L'Inferno                        | Франческо Бертоліні, Адольфо Падован, Джузеппе Делігворо | Італія          |         |       |
| 1912 | Санта-Клаус                     | Santa Claus                      | Волтер Бут, Флойд Мартін Торнтон, Р. Каллум              | США             |         |       |
| 1915 | Історія історії                 | The Story of a Story             | Тод Броунінг                                             | США             |         |       |
| 1917 | Полум'я                         | Flames                           | Моріс Елві                                               | Велика Британія |         |       |
| 1918 | Синій птах                      | The Blue Bird                    | Моріс Турнер                                             | США             |         |       |
| 1918 | Тарзан                          | Tarzan of the Apes               | Скотт Сідні                                              | США             |         |       |
| 1918 | Привид Сплячої гори             | The Ghost of Slumber Mountain    | Вілліс Гарольд О'Браєн                                   | США             |         |       |
| 1921 | Перевізник                      | Körkarlen                        | Віктор Шестрем                                           | Швеція          |         |       |
| 1921 | Втомлена Смерть                 | Der müde Tod                     | Фріц Ланг                                                | Німеччина       |         |       |
| 1921 | Атлантида                       | L'Atlantide                      | Жак Фейдер                                               | Франція         |         |       |
| 1922 | Примара                         | Phantom                          | Фрідріх Вільгельм Мурнау                                 | Німеччина       |         |       |
| 1924 | Нібелунги                       | Die Nibelungen                   | Фріц Ланг                                                | Німеччина       |         |       |
| 1924 | Кабінет воскових фігур          | Das Wachsfigurenkabinett         | Пауль Лені                                               | Німеччина       |         |       |
| 1924 | Пітер Пен                       | Peter Pan                        | Герберт Бренон                                           | США             |         |       |
| 1924 | Багдадський злодій              | The Thief of Bagdad              | Рауль Волш                                               | США             |         |       |
| 1924 | Париж заснув                    | Paris Qui Dort                   | Рене Клер                                                | Франція         |         |       |
| 1924 | Пекло Данте                     | Dante's Inferno                  | Генрі Отто                                               | США             |         |       |
| 1924 | Зачарований будинок             | The Enchanted Cottage            | Джон Робертсон                                           | США             |         |       |
| 1925 | Загублений світ                 | The Lost World                   | Гаррі О. Гойт                                            | США             |         |       |
| 1925 | Вона                            | Dante's Inferno                  | Леандер Де Кордова, Джордж Самуельсон                    | Велика Британія |         |       |
| 1925 | Чарівник країни Оз              | The Wizard of Oz                 | Ларрі Семон                                              | США             |         |       |
| 1926 | Фауст, німецька народна легенда | Faust — Eine deutsche Volkssage  | Фрідріх Вільгельм Мурнау                                 | Німеччина       |         |       |
| 1926 | Поцілунок для Попелюшки         | A Kiss for Cinderella            | Герберт Бренон                                           | США             |         |       |
| 1926 | Празький студент                | Der Student von Prag             | Генрік Галеєн                                            | Німеччина       |         |       |
| 1926 | Скорботи Сатани                 | The Sorrows of Satan             | Девід Ворк Ґріффіт                                       | США             |         |       |
| 1926 | Пригоди принца Ахмеда           | Die Abenteuer des Prinzen Achmed | Лотта Райніґер                                           | Німеччина       |         |       |